# Aleksander Michał Sapieha
Aleksander Michał Paweł Sapieha herbu Lis (ur. 12 września 1730 w Wysokiem, zm. 28 maja 1793 w Warszawie) – wojewoda połocki, hetman polny litewski, kanclerz wielki litewski, marszałek konfederacji targowickiej na Litwie, podskarbi nadworny litewski, starosta puński w latach 1740–1754, starosta mścibowski w 1759 roku, starosta olsztyński w 1774 roku, starosta kazimierski w 1774 roku, dyrektor wileńskiego sejmiku elekcyjnego w 1747 roku.

## Życiorys
Był synem Kazimierza Leona i Karoliny z Radziwiłłów, bratankiem biskupa Józefa Stanisława i Michała Antoniego, bratem Michała Ksawerego i Anny.
Po śmierci ojca przebywał pod opieką stryja biskupa Józefa Stanisława, który promował go na kolejne szczeble kariery publicznej – poselstwo na sejm z Wiłkomierza w1746 roku, marszałkostwo wileńskiego sejmiku elekcyjnego 1747, czy mianowanie oboźnym wielkim litewskim i generałem majorem wojsk litewskich w 1750. Poseł słonimski na sejm 1748 roku. Był posłem powiatu wileńskiego na sejm 1750 roku. W 1753 otrzymał Order Orła Białego, po czym został mianowany wojewodą połockim. Po śmierci stryjów Józefa Stanisława w 1754 i Michała Antoniego, który przejął opiekę nad Aleksandrem Michałem, w 1760 spowodowało konieczność samodzielnego działania w celu utrzymania wpływów politycznych.
Przejście do obozu dworskiego umożliwiło mu objęcie w 1762 buławy polnej litewskiej, chociaż czynnikiem decydującym był tu prawdopodobnie romans jego żony Magdaleny z synem pierwszego ministra Augusta III Henryka Brühla – Alojzym Fryderykiem.
W czasie elekcji lat 1763–1764 krótko przeciwstawiał się kandydaturze Stanisława Augusta Poniatowskiego, stając po stronie K. S. Radziwiłła. Szybko jednak przeszedł na stronę Familii, został członkiem konfederacji generalnej Wielkiego Księstwa Litewskiego w 1764 roku, a jego żona Magdalena nawiązała romans z nowo obranym królem (z którym miała dwoje dzieci). W 1765 został kawalerem Orderu Świętego Stanisława. W 1773 roku odznaczony został Orderem Świętego Huberta.
Wobec konfederacji barskiej zachowywał się biernie, dopuszczając do przejścia na stronę konfederatów części swoich wojsk. Wezwany do Warszawy w 1771 zgodził się przyjąć odpowiedzialność za lojalność wojsk litewskich. Mimo tego, iż nie złożył przysięgi na wierność Katarzynie II jako właściciel dóbr znajdujących się na terenie Rosji po I rozbiorze dzięki zachowawczej postawie w poprzednich latach żaden z majątków nie został mu odebrany.
Na Sejmie Rozbiorowym 1773–1775 wszedł w skład delegacji wyłonionej pod naciskiem dyplomatów trzech państw rozbiorczych, mającej przeprowadzić rozbiór. Na Sejmie Rozbiorowym 1773–1775 został wybrany przez króla Stanisława Augusta Poniatowskiego do Rady Nieustającej.
Dzięki postawie ugodowej i serwilistycznej wobec ambasadora Rosji Stackelbergiem uzyskuje w 1775 urząd kanclerza wielkiego litewskiego. Jako minister był bardzo mało aktywny politycznie, sporadycznie zabierając głos w sprawach istotnych dla kraju. Członek konfederacji Andrzeja Mokronowskiego w 1776 roku. W 1776 roku odznaczony rosyjskim Orderem św. Aleksandra Newskiego.
Wybierany sędzią sejmowym na kadencje: 1782, 1785, 1787.
Był członkiem konfederacji Sejmu Czteroletniego. Stanisław August Poniatowski uważał go za dobrego sędziego. Został w 1789 marszałkiem Trybunału Głównego Wielkiego Księstwa Litewskiego. 3 maja 1791 przebywał prawdopodobnie w Warszawie, mimo iż został zaliczony do grona potencjalnych przeciwników Konstytucji.
Wyznaczony przez Katarzynę II na marszałka prorosyjskiej konfederacji, Aleksander Michał nie spieszył się z objęciem tej funkcji. Jeszcze 9 lipca 1792 informował króla, iż trzyma się z daleka od konfederacji targowickiej i najchętniej udałby się za granicę; jednak już 10 sierpnia do konfederacji targowickiej przystąpił. Uczestniczył w jej obradach od września 1792, stopniowo zapadając na zdrowiu.
W Różanie i w Dereczynie utrzymywał teatr dworski. Założył największą w Rzeczypospolitej szkołę muzyczną, operową i baletową, w której uczono dzieci poddanych.
Zmarł 28 maja 1793 w Warszawie
Był ojcem Franciszka.